# گیلگول

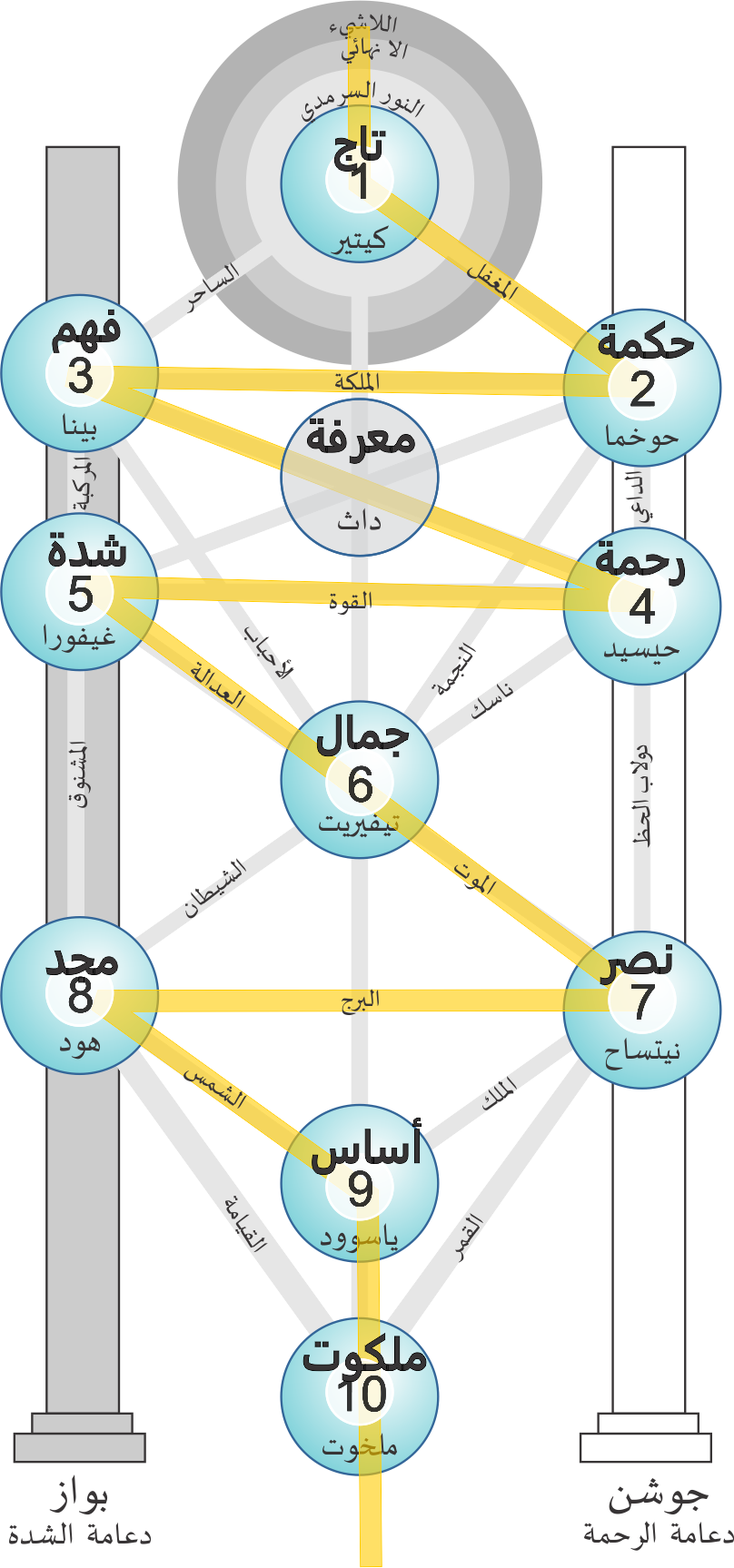
فرایند گیلگول نشاموت

گیلگول یا گیلگول نشاموت (عبری:גלגול הנשמות گیلگول هانشاموت، به صورت جمع :גלגולים گیلگولیم) دکترین کابالایی حلول مجدد است. در زبان عبری گیلگول به معنی چرخ یا سیکل است و نشاموت به معنی روحها میباشد. بر این دیدگاه روحها در گذر زمان به بدنهای مختلفی متصل میشوند. بدنی که یک روح به آن متصل میشود بر اساس نیاز آن روح در آن زمان است. این ایده به ایده کلی تاریخ در کابالا مرتبط است و با پروسه تیکون کیهانی، دینامیک نورهای بالارونده و ظرفهای سفیروت از هر نسل به نسل بعدی مرتبط است. بیشتر دکترین گیلگول توسط ربی اسحاق لوریا که به نام آری شناخته میشد در قرن ۱۶ میلادی تدوین شده است.

## تاریخ وجود حلول مجدد در فلسفه یهودی
ایده حلول مجدد در تورات وجود ندارد. در تنخ (عهد عتیق)، تلمود یا در نوشتارهای موسی ابن میمون چیزی از آن یافت نمی‌شود. بسیاری از ربیهای مشهور نظیر سعدیا گائون، دیوید کیمهی، حسدای کرسکاس، یدایا بردشی، جوزف آلبو، آبراهام بن داوود و لئون دو مودنا با گیلگول مخالف بودند. بعضی ربیهای مشهوری که با گیلگول موافق بودند عبارتند از : نهمانیدس، بهیا بن آشر، لوی ابن حبیب، شلومو الکابز، اسحاق لوریا، حایم ویتال، بعل شم طوف، ویلنا گائون و یوسف حایم. از زمان قرن ۱۶ که کابالا جایگزین فلسفه اصلی یهودی ("هاکیرا") شد به تدریج ایده گیلگول در بین فرقه های مختلف یهودی جای افتاد. یهودیت حسیدی نیز که به کابالا اعتقاد دارد به گیگول معتقد است.